# 巴德雷德岩
巴德雷德岩（英語：Baldred Rock），是南極洲的岩石，位於南奧克尼群島的勞里島，處於筆石島東南面1.4公里的菲奇灣，由蘇格蘭探險隊繪入地圖，現時由南極條約體系管理。